# 巨野河街道
巨野河街道，是中华人民共和国山東省济南市历城区下辖的一个乡镇级行政单位，现由济南高新区代管。

## 行政区划
巨野河街道下辖以下地区：
白谷堆村、刘官庄村、高家庄村、东徐马村、西徐马村、山庄村、马头山村、鸡山村、山圈村、庄科村、东港沟村、赵家鹊山村、孙家鹊山村、逯家鹊山村、王家鹊山村、史家峪村、李家窝村、埠东村、抬头河村、东枣园村、东郑村、西卢村、北徐马村、牛王村、界沟河村、东卢村、湖中坡村和李家寨村。